# American Journal of Human Biology
American Journal of Human Biology es una revista científica revisada por pares que cubre la biología humana . Es la publicación oficial de la Asociación de Biología Humana (anteriormente conocida como Consejo de Biología Humana). La revista publica investigaciones originales, artículos teóricos, reseñas y otras comunicaciones relacionadas con todos los aspectos de la biología humana, la salud y la enfermedad. 
La revista tiene un factor de impacto (2019-2020) de 1558

## Métricas de revista
2022
- Web of Science Group : 1.937
- Índice h de Google Scholar: 93 (2025)
- Scopus: 2.934